# Wereldbeker schaatsen 2011/2012 - Wereldbekerfinale
De Wereldbeker schaatsen 2011/2012 Wereldbekerfinale was de zevende en laatste wedstrijd van het Wereldbekerseizoen die van 9 tot en met 11 maart 2012 plaatsvond op de IJsbaan van Berlijn in Berlijn, Duitsland.

## Tijdschema
| Datum             | Tijd  | Onderdeel |
| ----------------- | ----- | --- |
| Vrijdag 9 maart   | 14:30 | 1e 500 m vrouwen 1e 500 m mannen 3000 m vrouwen 1500 m mannen                                                              |
| Zaterdag 10 maart | 13:15 | 2e 500 m vrouwen 2e 500 m mannen 5000 m mannen 1500 m vrouwen                                                              |
| Zondag 11 maart   | 13:30 | 1000 m vrouwen 1000 m mannen ploegenachtervolging vrouwen ploegenachtervolging mannen massastart vrouwen massastart mannen |

## Belgische deelnemers
| 1500m      | Mannen  | Bart Swings  | A            |                |                |  |  |  |  |  |  |
|            |         |              |              |                |                |  |  |  |  |  |  |
| 5000m      | Mannen  | Bart Swings  | A            |                |                |  |  |  |  |  |  |
|            |         |              |              |                |                |  |  |  |  |  |  |
| Massastart | Mannen  | Ferre Spruyt | Ferre Spruyt | Bart Swings    | Bart Swings    |  |  |  |  |  |  |
| Massastart | Vrouwen | Nele Armée   | Nele Armée   | Jelena Peeters | Jelena Peeters |  |  |  |  |  |  |

De beste Belg per afstand is vet gezet

## Nederlandse deelnemers
| Afstand              | Geslacht | Deelnemers                                      | Deelnemers                                      | Deelnemers                                      | Deelnemers                                      | Deelnemers                                      |
| -------------------- | -------- | ----------------------------------------------- | ----------------------------------------------- | ----------------------------------------------- | ----------------------------------------------- | ----------------------------------------------- |
| 1e 500m              | Mannen   | Jesper Hospes                                   | Michel Mulder                                   | Ronald Mulder                                   | Hein Otterspeer                                 | Jan Smeekens                                    |
| 1e 500m              | Vrouwen  | Margot Boer                                     | Annette Gerritsen                               | Thijsje Oenema                                  | Laurine van Riessen                             |                                                 |
|                      |          |                                                 |                                                 |                                                 |                                                 |                                                 |
| 2e 500m              | Mannen   | Jesper Hospes                                   | Michel Mulder                                   | Ronald Mulder                                   | Hein Otterspeer                                 | Jan Smeekens                                    |
| 2e 500m              | Vrouwen  | Margot Boer                                     | Annette Gerritsen                               | Thijsje Oenema                                  | Laurine van Riessen                             |                                                 |
|                      |          |                                                 |                                                 |                                                 |                                                 |                                                 |
| 1000m                | Mannen   | Stefan Groothuis                                | Michel Mulder                                   | Kjeld Nuis                                      | Hein Otterspeer                                 | Sjoerd de Vries                                 |
| 1000m                | Vrouwen  | Margot Boer                                     | Annette Gerritsen                               | Marrit Leenstra                                 | Thijsje Oenema                                  | Laurine van Riessen                             |
|                      |          |                                                 |                                                 |                                                 |                                                 |                                                 |
| 1500m                | Mannen   | Stefan Groothuis                                | Kjeld Nuis                                      | Mark Tuitert                                    | Koen Verweij                                    | Sjoerd de Vries                                 |
| 1500m                | Vrouwen  | Marrit Leenstra                                 | Diane Valkenburg                                | Linda de Vries                                  |                                                 |                                                 |
|                      |          |                                                 |                                                 |                                                 |                                                 |                                                 |
| 5000m                | Mannen   | Jorrit Bergsma                                  | Jan Blokhuijsen                                 | Bob de Jong                                     | Sven Kramer                                     | Douwe de Vries                                  |
| 3000m                | Vrouwen  | Marije Joling                                   | Diane Valkenburg                                | Jorien Voorhuis                                 | Linda de Vries                                  | Annouk van der Weijden                          |
|                      |          |                                                 |                                                 |                                                 |                                                 |                                                 |
| Massastart           | Mannen   | Crispijn Ariëns                                 | Jorrit Bergsma                                  | Arjan Stroetinga                                |                                                 |                                                 |
| Massastart           | Vrouwen  | Janneke Ensing                                  | Mariska Huisman                                 | Foske Tamar van der Wal                         |                                                 |                                                 |
|                      |          |                                                 |                                                 |                                                 |                                                 |                                                 |
| Ploegenachtervolging | Mannen   | Jan Blokhuijsen, Koen Verweij en Douwe de Vries | Jan Blokhuijsen, Koen Verweij en Douwe de Vries | Jan Blokhuijsen, Koen Verweij en Douwe de Vries | Jan Blokhuijsen, Koen Verweij en Douwe de Vries | Jan Blokhuijsen, Koen Verweij en Douwe de Vries |
| Ploegenachtervolging | Vrouwen  | niet geplaatst                                  | niet geplaatst                                  | niet geplaatst                                  | niet geplaatst                                  | niet geplaatst                                  |

De beste Nederlander per afstand wordt vet gezet

## Podia

### Mannen
| Afstand:             | Goud:                                                 | Tijd      | Zilver:                                                | Tijd      | Brons:                                                  | Tijd       |
| 1e 500 m             | Jamie Gregg Canada                                    | 35,06     | Pekka Koskela Finland                                  | 35,07     | Mo Tae-bum Zuid-Korea                                   | 35,17      |
| 2e 500 m             | Michel Mulder Nederland                               | 35,01     | Mo Tae-bum Zuid-Korea                                  | 35,04     | Jan Smeekens Nederland                                  | 35,08      |
| 1000 m               | Shani Davis Verenigde Staten                          | 1.09,24   | Kjeld Nuis Nederland                                   | 1.09,36   | Mo Tae-bum Zuid-Korea                                   | 1.09,37    |
| 1500 m               | Håvard Bøkko Noorwegen                                | 1.47,49   | Kjeld Nuis Nederland                                   | 1.47,69   | Koen Verweij Nederland                                  | 1.47,72(7) |
| 5000 m               | Sven Kramer Nederland                                 | 6.14,69   | Bob de Jong Nederland                                  | 6.17,83   | Jonathan Kuck Verenigde Staten                          | 6.19,98    |
| Massastart           | Jorrit Bergsma Nederland                              | 30 punten | Alexis Contin Frankrijk                                | 15 punten | Arjan Stroetinga Nederland                              | 10 punten  |
| Ploegenachtervolging | Nederland Jan Blokhuijsen Koen Verweij Douwe de Vries | 3.43,94   | Zuid-Korea Joo Hyung-joon Ko Byung-wook Lee Seung-hoon | 3.44,04   | Verenigde Staten Shani Davis Brian Hansen Jonathan Kuck | 3.45,44    |

### Vrouwen
| Afstand:             | Goud:                                                     | Tijd      | Zilver:                                           | Tijd      | Brons:                                                          | Tijd      |
| 1e 500 m             | Yu Jing China                                             | 37,94     | Lee Sang-hwa Zuid-Korea                           | 38,00     | Jenny Wolf Duitsland                                            | 38,37     |
| 2e 500 m             | Yu Jing China                                             | 37,63     | Lee Sang-hwa Zuid-Korea                           | 37,66     | Christine Nesbitt Canada                                        | 38,17     |
| 1000 m               | Christine Nesbitt Canada                                  | 1.15,04   | Brittany Schussler Verenigde Staten               | 1.15,77   | Zhang Hong China                                                | 1.15,83   |
| 1500 m               | Christine Nesbitt Canada                                  | 1.56,77   | Marrit Leenstra Nederland                         | 1.56,93   | Martina Sáblíková Tsjechië                                      | 1.57,36   |
| 3000 m               | Martina Sáblíková Tsjechië                                | 4.03,14   | Stephanie Beckert Duitsland                       | 4.05,62   | Claudia Pechstein Duitsland                                     | 4.07,64   |
| Massastart           | Claudia Pechstein Duitsland                               | 28 punten | Mariska Huisman Nederland                         | 19 punten | Anna Rokita Oostenrijk                                          | 13 punten |
| Ploegenachtervolging | Canada Cindy Klassen Christine Nesbitt Brittany Schussler | 3.01,03   | Zuid-Korea Kim Bo-reum Lee Ju-youn Noh Seon-yeong | 3.03,29   | Rusland Jekaterina Lobysjeva Jekaterina Sjichova Joelia Skokova | 3.04,51   |